# 윤국노

윤국노(尹國老, 1936년 5월 6일~1986년 12월 9일)는 대한민국의 정치인이다. 제10·11·12대 국회의원을 지냈다.

## 학력
- 안양국민학교 졸업
- 안양중학교 졸업
- 양정고등학교 졸업
- 경희대학교 경제학과  졸업

## 경력
- 민주공화당중앙위원
- 서울JC회장
- 한국청년회의소중앙회장
- 중소기업협동조합중앙회이사
- 협동화학(주)대표이사
- 한국청년대상초대집행위원장
- 한국프라스틱협동조합이사장
- 한중의원친선협회부회장
- 국회 JC의원동우회회장
- 민정당원내수석부총무
- 국회상공위원장

## 역대 선거 결과
|  | 32.90% |

|  | 33.76% |

|  | 29.48% |

## 가족 관계
- 배우자: 문화자
  - 자녀: 1녀